# 遠城寺宗徳
遠城寺 宗徳（えんじょうじ むねのり、1900年1月14日 - 1978年8月9日）は日本の医学者。小児科学専攻。九州大学医学部長、第11代九州大学総長、久留米大学学長等を務め、勲一等瑞宝章を受章した。長男は病理学者の遠城寺宗知。ゆとり教育導入に尽力した文部官僚の寺脇研は孫。

## 人物
大分県生まれ。九州帝国大学医学部卒業。医師、医学博士。
1923年に伊東祐彦の九州帝国大学医学部小児科教室に入局。平壌医学専門学校教授を経て、1941年にウィーン大学留学。1942年から九州帝国大学医学部小児科教室教授。九州大学病院院長、九州大学医学部長兼初代心臓血管研究施設長を経て、1961年から第11代九州大学学長、1968年から久留米大学学長。
1968年に日本初の乳幼児向けの発達検査法である遠城寺式乳幼児分析的発達検査を発表。